# Météorite de Wedderburn
«  Wedderburn (météorite) » redirige ici. Pour les autres significations, voir Wedderburn (homonymie).
La météorite de Wedderburn, ou simplement Wedderburn, est une météorite de fer découverte en 1951 près du village de Wedderburn, dans l'État de Victoria (Australie).
En 2019, il a été annoncé que de l'edscottite (Fe5C2), un minéral jusque là introuvable dans la nature, avait été identifié dans un échantillon de la météorite Wedderburn,. On pense que le minéral a été créé au cœur d'une autre planète,.